# Арабско-израелски конфликт
Арабско-израелският конфликт е трайна конфронтация между редица арабски страни, както и арабски военнизирани радикални групировки, поддържани от част от местното арабско население в палестинските територии, намиращи се под контрола на Израел от една страна, и ционистки движения, а по-късно и от създадената през 1948 г. (след края на Британския мандат в Палестина) държава Израел – от друга.
Въпреки че държавата Израел е създадена едва през 1948 г., историята на конфликта всъщност обхваща повече от век – от края на 19 век, когато е създадено политическото ционистко движение, което започва борбата на евреите за създаването на собствена държава.
След разпадането на Османската империя, в резултат на поражението ѝ през Първата световна война, конфликтът между евреите-ционисти и арабското население на Палестина е ограничен главно до териториалните претенции на двете страни към подмандатната територия. По време на напрегнатата ситуация през втората четвърт на 20 век, към геополитическия компонент се добавят и религиозните и културните различия. През 1948 г. съседните арабски страни обявяват война на новосъздадената еврейска държава. По този начин, конфликтът излиза извън Палестина и прераства в конфликт между Израел и всички останали арабски държави в региона. С подписването на мирните договори с Египет (през 1979 г.) и Йордания (през 1994 г.), броят на враждебните към Израел държави намалява.
В рамките на мащабната арабска-израелска конфронтация е прието да се отделя регионалния израелско-палестински конфликт, който се дължи предимно на сблъсъка на териториалните интереси на евреите и арабите, които съжителстват в Палестина. През последните години, този конфликт е източник на политическо напрежение и открити военни действия в региона. За момента има сключено примирие от 2010 година насам.

## Религиозен аспект на конфликта
Еврейски, мюсюлмански и християнски групи се позовават на религиозни аргументи в защита на своята позиция. Съвременната история на Арабски-израелския конфликт е засегнат от християнските, еврейските и мюсюлманските религиозни вярвания и тяхната интерпретация на идеята за „избраният народ“ в тяхната политика спрямо Обетованата земя и „избраният град“ Йерусалим.
Земята на Ханаан или Ерец Израел е, според Петокнижието, обещана от Бог на Дванайсетте израилски племена. Според библейските проучвания, Израилтяните управляват тази земя от XIII-XIV век пр.н.е. до I век пр.н.е. (с кратки периоди на чуждо владение), оставайки етническо мнозинство до края на седми век.
В манифеста си от 1986 г., Еврейската държава, Теодор Херцел няколкократно описва концепцията за библейската обетована земя. Израелската политическа партия Ликуд използва претенциите за библейската обетована земя в своята платформа.
Мюсюлманите също твърдят, че имат право на тази земя, спрямо Корана. Противно на еврейските твърдения, че земята е обещана само на потомците на най-малкия син на Авраам – Исаак, те твърдят, че Земята на Ханаан е обещана на всички потомци на Авраам, включително най-големият му син Исмаил, което се смята за прародител на арабите. Освен това мюсюлманите почитат много места, които са свещени за библейските израилтяни, като Пещерата на патриарсите и Храмовият хълм и през последните 1400 години са построили ислямски паметници на тези древни израелски места, като Купола на Скалата и джамията Ал-Акса. Мюсюлманите смятат още, че Мохамед минава през Йерусалим по време на първото си пътуване към рая. Хамас, която управлява Ивицата Газа, твърди, че цялата палестинска земя е мюсюлмански вакъф, който трябва да се управляво от мюсюлмани.
Християнските ционисти подкрепят Израел, защото те признават наследственото право на евреите за тази земя, както е казано, например, от Павел в Римляни 11. Някои смятат също, че завръщането на евреите в Израел е предпоставка за Второто пришествие на Христос.

## История

### Краят на 19 век – 1948
В края на 19 век множество евреи от Европа закупуват земя от османския султан. По това време Йерусалим не се е разпростирал извън оградената част и е имал население от няколко хиляди души. Под ръководството на ционистите се създават селскостопански комуни (наречени кибуц), както и първият еврейски град в днешни времена – Тел Авив.
Преди Първата световна война, Палестина и другата част от Близкия изток са част от Османската империя през последните 500 години. През последните години на империята османците се опитват да наложат тяхната турска идентичност, като в процеса дискриминират арабското население. Обещанието за свобода кара много евреи и араби да подкрепят Антантата по време на Първата световна война, което води до широкото разпространение на арабския национализъм.
През 1915 – 16 британският върховен комисар в Египет, сър Хенри МакМахън, осъществява тайно връзка с Хусейн бен Али, османският управител на Мека и Медина. МакМахън убеждава бен Али да поведе арабски бунт срещу империята. МакМахън обещава, че ако арабите подкрепят британците във войната, то Великобритания ще подкрепи създаването на независима арабска държава в арабските провинции на Османската империя, включително и Палестина. Арабското въстание е поведено от Томас Лорънс (известен още като Лорънс Арабски) и синът на Хусейн бен Али. Въстанието е успешно и британците поемат контрол върху областта.
През 1917 правителството на Великобритания издава Декларацията на Балфур, чрез която подкрепя идеята за еврейското заселване в територията на Палестина. Декларацията е издадена в резултат на идеята, че еврейската помощ е нужна за спечелването на войната, но тя предизвиква неспокойство в арабския свят. След края на войната регионът минава под британски контрол под формата на Британски мандат в Палестина. Този мандат обхваща днешните територии на Израел, Йордания, Ивицата Газа и Западния бряг.
По това време еврейската имиграция към Палестина се увеличава. Към 1931 година, 17 процента от населението на Палестина са евреи, което е увеличение от 6 процента спрямо 1922 година. Изкачването на нацистите на власт в Германия увеличава еврейската имиграция и еврейското население на Палестина се удвоява. Палестинците виждат масовото увеличение на евреите като заплаха за тяхна роднина и тяхната нация. Освен това еврейската политика на закупуване на земя и забраната за наемане на араби в еврейските компании допълнително разгневява местното население. Още през 1920 г. има арабски демонстрация срещу по-еврейската политика на Британския мандат. Стига се и до сблъсъци. През март 1920 г. се случва първият инцидент на насилие в Тел-Хай, а година по-късно избухват и първите бунтове. Бялата книга на Чърчил от 1922 се опитва да убеди арабското население, че Декларацията на Балфур няма за цел създаването на еврейска държава. През 1929, след демонстрация на групата на Владимир Жаботински – Бетар на стената на плача, започват безредици в Йерусалим, които се разпространяват из Палестина. Араби убиват 67 евреи в град Хеброн в инцидент, който по-късно е наречен Клането в Хеброн. По време на седмицата безредия поне 116 араби и 133 евреи са убити и 339 са ранени.
През 30-те години Изз ад-Дин ал-Кассам основава Черната ръка, антиционистка и антибританска военна организация. Той набира и обучава селяни във военното дело и до 1935 година организацията има между 200 и 800 члена. Отрядите са екипирани с бомби и оръжия, който използват за да убиват ционистките заселници, както и да вандализират еврейските плантации. През 1936 ескалиращото напрежение води до Арабският бунт в Палестина (1936-1939).
В отговор на арабския натиск, британските власти намаляват броя на еврейските имигранти към Палестина. Тези ограничения остават в сила до края на мандата. В резултат на това повечето еврейски имигранти са нелегални, което води до допълнително напрежение. След няколко неуспешни опита за дипломатическо решение на въпроса Великобритания се обръща към ООН за помощ. На 15 май 1947 г. ООН назначава комитет (UNSCOP), съставен от представители на единадесет държави. За да бъде комитетът неутрален, Великите сили не участват. След пет седмици изследване на страна, комисията предлага създаването на разделена държава с отделни територии за евреите и за арабите в Палестина. Това „дву-държавно“ решение се приема чрез Резолюция 181 на Общото събрание на ООН през ноември 1947 с 33 гласа „за“ срещу 13 гласа „против“ и 10 „въздържал се“. Арабските държави гласуват против. В Палестина арабите и евреите водят открито битки за контрол над стратегическите позиции в района. И двете страни извършват няколко акта на жестокост.
През последните месеци преди края на мандата Хагана започва серия от атаки чрез които установяват контрол върху цялата територия дадена от ООН на еврейската държава и превзема градовете Тиберия, Хайфа, Сафед, Бейт-Шеан и Яфо. В началото на 1948 г., Великобритания огласява намеренията си да приключи своя мандат в Палестина на 14 май. В отговор на това американският президент Хари С. Труман дава изявление на 25 март, като предлага попечителство на ООН, вместо разделение на държавата, като смята че планът за разделение на държавата не може да бъде извършен чрез мирни дейности.
На 14 май 1948 г., денят в който изтича мандатът и ден преди изтеглянето на британските войски, Израел обявява независимостта си, без да уточнява граници. На следващия ден Арабската лига повтаря своята опозиция срещу „дву-държавното решение“ чрез писмо до ООН. На следващия ден армиите на Египет, Ливан, Сирия, Йордания и Ирак нападат територията определена за арабска държава, което води до началото на Арабско-израелската война от 1948 г.. Току-що създадените Израелски отбранителни сили отблъскват държавите от Арабската лига от окупираните територии, като така увеличава своите територии извън тези дадени и от UNSCOP. През декември 1948 г. Израел контролира по-голямата част от Палестина, западно от река Йордан. Останалата част от Палестина са Западния бряг (контролиран от Йордания) и Ивицата Газа (контролирана от Египет). Преди и по време на конфликта 713 000 палестински араби напускат своите домове и стават бежанци, отчасти поради обещанието на арабските лидери, че ще може да се върнат след като приключи войната. Много палестинци напускат областите от днешен Израел поради кланета в арабските градове от военни израелски организации като Иргун и Лехи. Войната приключва с подписването на примирие през 1949 г. между Израел и арабските и съседи.

### 1948 – 1967
Преди приемането на Резолюция 181 от ООН през ноември 1947 г. и обявяването на независимостта на Израел през май 1948 г., няколко арабски държави приемат дискриминационни мерки срещу тяхното местно еврейско население. Статута на еврейските граждани в арабските държава се влошова по време на Арабско-израелската война от 1948 г.. Големи антиеврейски бунтове избухват в арабския свят през декември 1947 г. и еврейските общности са ударени сериозно във Сирия и Йемен, където има стотици убити е ранени. До средата на 1948 г. почти всички еврейски общности с арабските държави са жертви на атаки и тяхното състояние се влошава. Евреите под ислямските режими са изгонени от тяхното многогодишно местожителство или стават политически заложници в арабско-израелския конфликт. В резултат на това голям брой евреи напускат или са изгонени от арабските страни, както и от други мюсюлмански страни. Антиеврейско насилие и преследване водят до първите вълни на масово изселване. В Либия евреите са лишени от гражданство, а в Ирак тяхна собственост е отнета. Египет изселва по-голямата част от своята еврейска общност през 1956 г., докато
Алжир отказва да даде гражданство на своите евреи след като получава независимост през 1962 г. Мнозинството евреи бягат поради влошаването на политическите условия, но някой емигрират по идеологически причини.
Над 700 0000 евреи емигрират в Израел между 1948 г. и 1952 г., като приблизително 285 000 от тях са от арабски страни.
До края на 60-те, повече от 850 000 евреи напускат родните си места в десетина арабски страни. Днес по-малко от 7000 евреи са останали в тези държави. Собствените и общински имоти са конфискувани без компенсация. Днес, тези изселени евреи и техните потомци представляват 41% от цялото население на Израел.
В резултат на израелската победа във войната пред 1948 г., всички араби от другата страна на примирието не могат да се върнат в домовете си, които са вече в Израел. От друга страна всички евреи, които се намират в Западния бряг или Ивицата Газа са изселени в Израел. Днешните палестински бежанци са потомци на тези, които са напуснали, като отговорността за тяхното преселение е въпрос на спор между Израел и Палестина.
През 1956 г. Египет затваря Тиранският проток за израелски кораби и блокира залива Акаба, в противоречие с Константинополската конвенция от 1888 г. Много смятат, че това е също и нарушение на примирието от 1949 г. На 26 юли 1956 г. Египет национализира компанията на Суецкия канал и затваря канала за израелски кораби.
Израел отговоря на 29 октомври 1956 г. като атакува Синайският полуостров с британска и френска подкрепа. По време на Суецката криза Израел превзема Ивицата Газа и Синайския полуостров. САЩ и ООН прилагат натиск за спиране на военните действия. Израел се съгласява да се изтегли от египетска територия. Египет се съгласява да осигури свобода на корабоплаването в района и да демилитаризира Синай. Спешните сили на ООН (UNEF) са създадени и са изпратени да наблюдават демилитаризирането. Те са разположени само от египетската част на границата, понеже Израел отказва да ги допусне до тяхната територия.
ООП (Организация за освобождение на Палестина) е създадена през 1964 г. Тя цели да „освободи Палестина, което ще унищожи ционисткото и империалистическо присъствие...“.
На 19 май 1967 г. Египет изгонва наблюдателите от UNEF и разполага 100 000 войници в Синайския полуостров. Отново затваря Тиранският проток за еврейски кораби, връщайки се до положението от 1956 г.
На 30 май 1967 г. Йордания подписва отбранителен пакт за сътрудничество с Египет. Египет мобилизира войските си в Синай, преминава границите на ООН и струпва армията си на южната граница на Израел. На 5 юни Израел атакува Египет. Израелските въздушни сили унищожават голяма част от египетските въздушни сили чрез изненадваща атака, след което унищожават йорданските, сирийските и иракските въздушни сили на изток. Тази атака е най-важният елемент който води до израелската победа във Шестдневната война. В края на войната Израел поема контрол над Синайския полуостров, Ивицата Газа, Западния бряг, Източен Йерусалим, фермата Шееба и Голанските възвишения. Резултатите от войната върху геополитиката на района се усещат и до днес.

### 1967 – 1973
В края на август 1967 г. арабските лидери се срещат в Хартум в отговор на войната с цел да обсъдят арабската позиция спрямо Израел. Те постигат консенсус, че не трябва да има нито признаване, нито мир, нито преговори с Израел.
През август 1967 г. Египет започва Войната на изтощение, с цел да накара Израел да предаде Синайският полуостров. Войната приключва със смъртта на Гамал Абдел Насър през 1970 г.
На 6 октомври 1973 г. Сирия и Египет започват изненадваща атака срещу Израел по време на най-свещения им празник – Йом Кипур. Израелската армия е хваната неподготвена и са нужни три дена докато тя се мобилизира. Войната на Йом Кипур представлява и индиректна конфронтация между САЩ и Съветският съюз. След като Израел обръща хода на войната, СССР заплашва с военни действия. САЩ, притеснени от вероятността за ядрена война, осигуряват прекратяване на огъня.

### 1974 – 2000

#### Египет
След споразумението при Кемп Дейвид в края на 70-те години, Израел и Египет подписват мирен договор през март 1979 г. Според него Синайският полуостров се връща на Египет и Ивицата газа остава под израелски контрол, като ще бъде включена в бъдеща палестинска държава. Договорът също позволява на еврейските кораби да минават свободно през Суецкия канал и признава Тиранският проток и заливът Акаба за международни водни пътища.

#### Йордания
През октомври 1994 г. Израел и Йордания подписват мирен договор, който договаря взаимно сътрудничество, край на военните действия и решаване на други въпроси. Конфликтът между двете държави им коства близо 18,3 милиарда долара. Подписването на мирния договор е тясно свързано с опитите за създаване на мир между Израел и Организацията за освобождение на Палестина (ООП), която представлява Палестинската автономия. Договорът е подписан на 26 октомври 1994 г., което прави Йордания втората арабска страна (след Египет), която нормализира взаимоотношенията си с Израел.

#### Ирак
Израел и Ирак са неумолими врагове от 1948 г. Ирак изпраща своите войски да участват в Арабско-израелската война през 1948 г. и по късно подкрепя Египет и Сирия в Шестдневната война през 1967 г. и Войната от Йом Кипур през 1973 г.
През юни 1981. Израел атакува и унищожава току-що построените иракски ядрени съоръжения в Операция Опера.
По време на първата война в Персийския залив през 1991 г. Ирак изстрелва 39 ракети Скъд срещу Израел, с цел да обедини арабският свят срещу коалицията която се опитва да освободи Кувейт. По настояване на САЩ, Израел не отговаря на тази атака, с цел да се предотврати избухването на по-тежка война.

#### Ливан
През 1970 г. след продължителна гражданска война крал Хусейн I изгонва Организацията за освобождение на Палестина. Септември 1970 г. остава в арабската история под името „Черният септември“. През този месец крал Хусейн от Йордания потъпква автономията на палестинските организации и възстановява монархическата си власт над страната. Насилието води до смъртта на десетки хиляди хора, мнозинството от които – палестинци. Въоръжени конфликти продължават до юли 1971 г., когато са изгонени ООП и хиляди палестински бойци от Йордания в Ливан. ООП се премества в Ливан, откъдето планира нападения в Израел. През 1981 г. Сирия, в съюз с ООП, разполага ракети в Ливан. През юни 1982 г. Израел напада Ливан. След два месеца ООП се съгласява да се изтегли оттам.
През март 1983 г. Израел и Ливан подписват примирие. Сирия притиска ливанският президент Амин Жимаел да анулира примирието през март 1984 г. През март 1985 израелските войски се изтеглят до 15 километрова линия в Южен Ливан, след което конфликта продължава в малък мащаб, с малки загуби от двете страни. През 1993 г. и 1996 г. Израел започва големи операции срещу шиитската организация Хизбула, която се превръща в разрастваща се заплаха. През 2000 г., като част от по-големия план за мир със Сирия, Израел изоставя защитната си зона в Южен Ливан.
През 2006 г., в отговор на атака на Хизбула, Израел започва въздушни удари срещу крепостите на Хизбула в Южен Ливан, което води до началото на Израелско-ливанската война от 2006 г. Войната продължава 34 дни и води до създаването на буферна зона в Южен Ливан и разполагане на ливански войски южно от река Литани за първи път от 60-те години насам. Хизбула изтегля войските си от граничните райони и Израел дава окупираните територии в Ливан на миротвроци от ООН. И двете страни обявяват победа.

#### Палестина
70-те години са белязани от голям брой международни терористични атаки като клането в летище Лод и Мюнхенското клане през 1972 и Операция „Мълния“ през 1976, когато над сто евреина са отвлечени и държани в Уганда.
През декември 1987 г. започва първата интифада. Първата интифада е масово палестинско въстание против израелското управление в палестинските територии. Бунтът започва в бежанския лагер Джабалиа и бързо се разпространява в Ивицата Газа, Западния бряг и Източен Йерусалим. Палестинските действия варират от гражданско неподчинение до насилие. Освен стачките, бойкота на израелски продукти, графитите и барикадите, палестинските демонстрации на младежи, които замерят израелски военни с камъни, получават вниманието на света. Отговорът на израелската армия, която използва истински боеприпаси, побои и масови арести, води до осъждане от международната общност. ООП, които дотогава не са признавани като лидерите на палестинците от Израел, са поканени на мирни преговори следващата година, след като признават Израел и се отказват от тероризма.
През средата 1993 г. израелски и палестински представители участват в мирни дискусии в Осло, Норвегия. В резултат на това, през септември 1993, Израел и ООП подписват Първият договор от Осло, Израел признава ООП като легитимен представител на палестинския народ, докато ООП признава правото на Израел да съществува и се отказва от тероризма, насилието и желанието си да унищожи Израел.
Вторият договор от Осло е подписан в 1995 г. и разделя Западния бряг на три части. Първата част минава под пълен палестински контрол. В нея палестинците са отговорни за вътрешната сигурност. Договорите от Осло остават важни документи в Израелско-палестинските взаимоотношения.

### 2000 – 2009
Втората интифада (Интифада ал-Акса) кара Израел да преосмисли взаимоотношенията и политиката си спрямо палестинците. След серия самоубийствени атентата израелската армия започва операция Отбранителен щит, най-голямата операция от Шестдневната война насам.
След засилване на насилието между израелската армия и палестински екстремисти, Израел увеличава апарата си за сигурност около Западния бряг, като превзема много части от зона А. Израел създава сложна система от блокади и контролно-пропускателни пунктове около големите палестински райони, с цел да предотвратят насилието и да защитят израелските селища. От 2008 г. насам израелската армия бавно връща правомощията на палестинските сили за сигурност.
Израелският министър-председател Ариел Шарон започва политика на изтегляне от Ивицата Газа през 2003 г. Тази политика е напълно въведена напълно през август 2005 г. Изявлението на Шарон за изтеглянето от Ивицата Газа идва като шок за неговите критици. Година преди това, той казва че съдбата на най-отдалечените селища в Ивицата Газа, ще се разглежда в същата светлина, както това в Тел Авив. Официалното обявление за евакуацията на 17 селища в Ивицата Газа и още 4 в Западния бряг през 2004 г. представлява първият обрат в заселническото движение от 1968 г. насам. Това изявление разцепва партията му. То е подкрепено от министърът на индустрията и търговията Ехуд Олмерт и министърът по въпроси на миграцията Ципи Ливни, но е осъдено от външния министър Силван Шалом и министърът на финансите Бенямин Нетаняху. Също така не е сигурно дали това не е просто началото на по-нататъшна евакуация.
През юни 2006, поддръжници на Хамас инфилтрират армейска станция близо до израелската част на Ивицата Газа и отвличат израелския войник Гилад Шалит. Двама военни са убити по време на атаката, докато Шалит е ранен след като танкът му е уцелен с гранатомет. Три дена по късно Израел започна операция „Летен дъжд“ за да освободи Шалит. Той е държан като заложник от Хамас, които отказват достъп на Червения кръст до него до 18 октомври 2011 г., когато е освободен за 1027 палестински затворници.
През юли 2006 г. бойци на Хизбула преминават границата между Ливан и Израел, атакуват и убиват осем израелски войници и отвличат двама за заложници, като така започват Ливанската война от 2006 г. ООН се намесва и войната приключва на 14 август 2006. Конфликтът води до смъртта на хиляда души, най-вече цивилни ливанци, силно поврежда ливанската инфраструктура и разселва близо един милион ливанци и 300 000 – 500 000 евреи, въпреки че много от тях могат да се върнат в домовете си. След примирието, някои части от Южен Ливан стават необитаеми заради неизбухнали касетъчни бомби.
След битката за Газа, където Хамас поема контрол над Ивицата Газа след гражданска война с Фатах, Израел налага ограничения по границата си с Ивицата Газа и прекъсва икономическите си връзки с палестинското управление там. Израел и Египет налагат блокада на Ивицата Газа, която е в сила от 2007 г. насам. Израел твърди, че блокадата е нужна, за да намали палестински ракетни атаки от Ивицата Газа и да предотврати контрабандата на ракети и оръжия от страна на Хамас.
На 6 септември 2007 г., по време на операция Орчард, Израел бомбардира комплекс в Източна Сирия, в който се смята, че се строи ядрен реактор с помощ от Северна Корея.
През април 2008 г. сирийският президент Башар ал-Асад казва пред катарски вестник, че Сирия и Израел са обсъждат мирен договор от една година, като Турция служи като посредник. Информацията е потвърдена през май 2008 г. от говорител на министър-председателя Ехуд Олмерт. Освен мирният договор е обсъдена и съдбата на Голанските възвишения. Президентът Асад казва, че няма да има директни преговори с Израел, докато новият американски президент не заеме поста си.
По време на реч в Йерусалим на 26 август 2008 г. тогавашният държавен секретар на САЩ Кондолиза Райс критикува увеличението на застрояването на Западния бряг от страна на Израел като пречка за мира. Коментарите на Райс идват по време, по което докладите показват увеличение на израелското застрояване на оспорваната територия 1,8 пъти спрямо нивата от 2007 г.
Крехкият шестмесечен мир между Хамас и Израел изтича на 19 декември 2008 г., като опити за удължаване на мира се провалят на фона на обвинения за нарушения от двете страни. След изтичането на мира, Израел започва атака на тунел, за който се смята че е използван за отвличането на израелски войници, която води до смъртта на няколко бойци на Хамас. След това Хамас възобновява ракетните атаки срещу израелските градове, като изстрелва над 60 ракети на 24 декември. На 27 декември 2008 г. Израел започва операция срещу Хамас. Множество правозащитни организации обвиняват Израел и Хамас във военни престъпления.
През 2009 г. Израел поставя десетмесечна пауза на заселването на Западния бряг. Хилари Клинтън похвалва тази пауза като безпрецедентен жест, който може да възроди разговорите в Близкия изток.
Израелските военноморски сили извършват нападение над шест кораба от Флота на свободата през май 2010 г. след като корабите отказват да акостират на пристанището. На корабът „Мари Мармара“, активисти се сблъскват с израелските военни. По време а сблъсъка девет активисти са убити от израелските спец-отряди. Няколко дузини пътници и седем израелски войници са ранени, като някои от командосите имат огнестрелни рани.

### 2010 – днес
След последните разговори между Израел и Палестинската автономия, 13 палестински военни движения предвождани от Хамас започват терористична кампания, с цел да провалят преговорите. Атаките над израелци са се увеличили няколкократно след август 2010 г. след като четири цивилни евреи са убити от поддръжници на Хамас. Палестинските екстремисти увеличават честотата на ракетните атаки насочени срещу израелците. На 2 август изстрелват седем ракети Катюша по Ейлат и Акаба, убивайки един цивилен йорданец и раняват още четирима.

## Важни събития
- 1948 – Арабско-израелска война
- 1956 – Суецка криза
- 1967 – Шестдневна война (1967)
- 1967 – 1970 – Войната на изтощение
- 1973 – Война от Йом Кипур
- 1978 – Операция Литани
- 1982 – Израелско-ливански конфликт – създаване на Хизбула
- 1982 – 2000 – Конфликт в Южен Ливан
- 1987 – 1991 – Първа интифада – създаване на Хамас
- 1994 – Палестинска автономия
- 2000 – Интифада ал-Акса
- 2006 – Израелско-ливанска война
- 2008 – 2009 – Война в Газа (2008-2009)